# Lichenothelia convexa
Lichenothelia convexa är en lavart som beskrevs av Henssen. Lichenothelia convexa ingår i släktet Lichenothelia och familjen Lichenotheliaceae.  Arten är reproducerande i Sverige. Inga underarter finns listade i Catalogue of Life.